# Öms landskommun
Öms landskommun var en tidigare kommun i dåvarande Skaraborgs län.

## Administrativ historik
Kommunen inrättades i Öms socken (Skövde socken) i Kåkinds härad i Västergötland när 1862 års kommunalförordningar trädde i kraft.  
Vid kommunreformen 1952 uppgick landskommunen i Skövde stad som 1971 ombildades till Skövde kommun.